# LR5 潜水艦救助システム

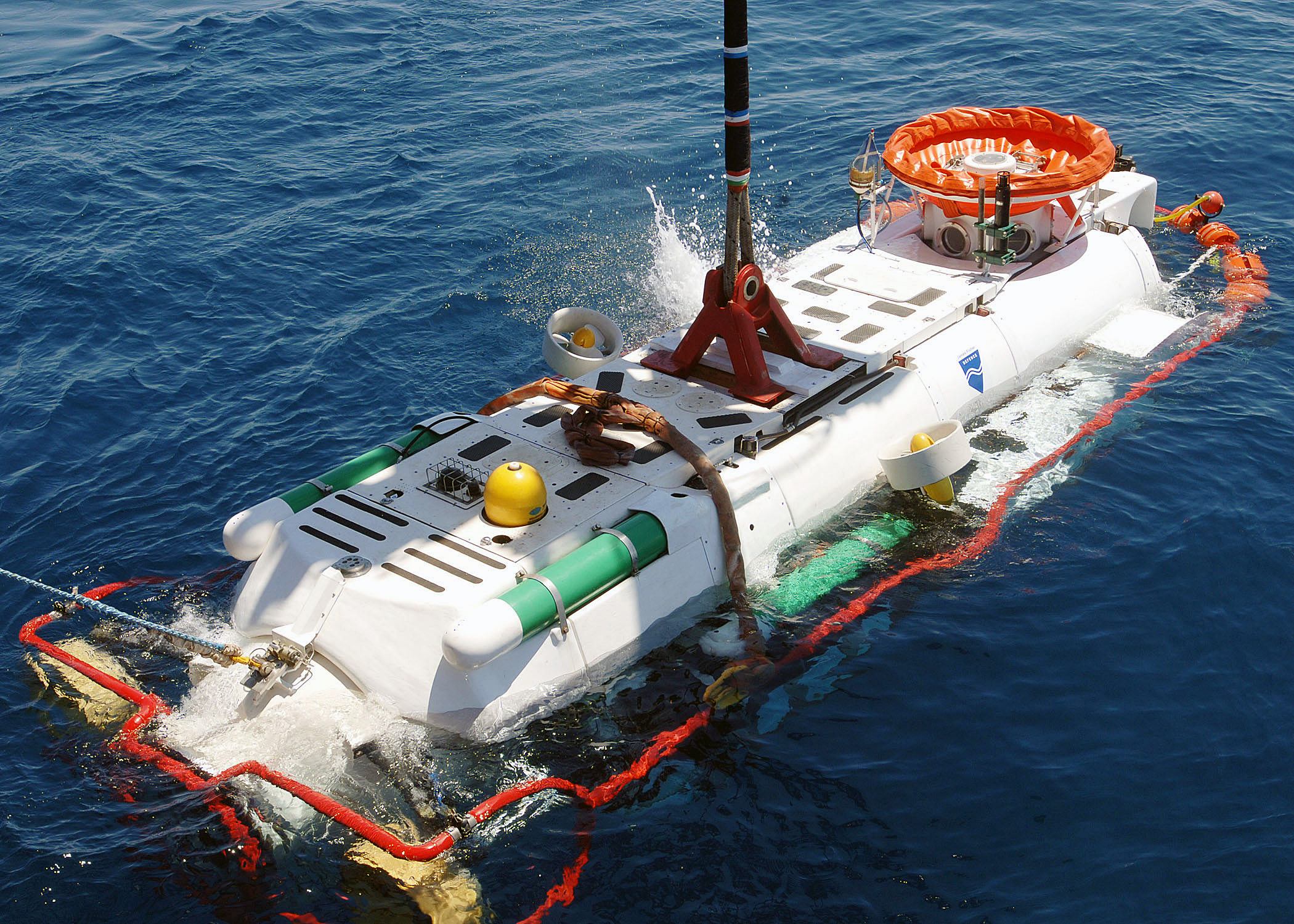
LR5 救助機がフィンランドの砕氷船 MSV FENNICAからクレーンで降ろされる様子

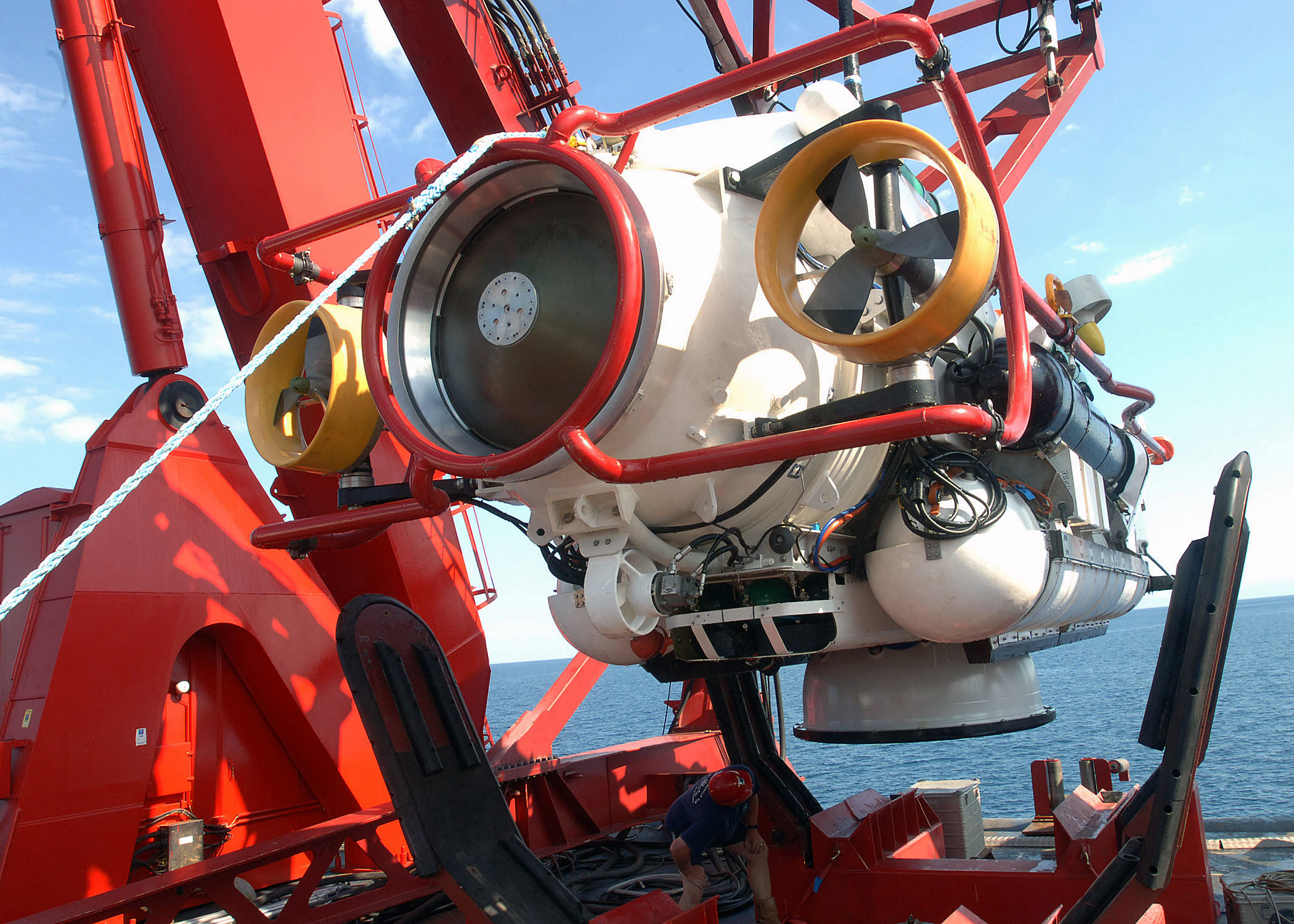
LR5 救助機がフィンランドの砕氷船に乗せられる様子

LR5はイギリス海軍が運用する有人の潜水艇である。座礁した潜水艦から乗組員を一度に16人ずつ救助するように設計されている。

## 仕様
- 全長: 9.8 m
- 全幅: 3 m
- 全高(接続スカートを含まず): 2.75 m
- 全高(接続スカートと15°のウェッジを含む): 3.5 m
- 重量(接続スカートと15°のウェッジを含む): 21,300 kg
- 最大運用深度: 400 m
- 最大速度: 2kn(4km/h)

## 関連
- スコーピオROV
- ハーシュタ (哨戒艦)
- 北大西洋条約機構潜水艦救助システム